# لا كاستيلان
لا كاستيلان (بالإنجليزية: La Castellane)‏ هو حي في الدائرة 15 من مارسيليا [الإنجليزية]، في فرنسا. تم تشييده كمقر لعضوية مجلس حداثي في الستينيات بالنسبة إلى اللاجئين من الحرب الجزائرية 1954-1962، وهو الآن موطن لحوالي 7000 مقيم، وكثير منهم من المواطنين الفرنسيين من الجيل الثاني. ويعاني الحي من البطالة وتهريب المخدرات والبغاء وتهريب الأسلحة.

## الموقع
يقع في حي فيردورون في الطرف الشمالي الغربي من مارسيليا، ثاني أكبر مدينة في فرنسا بعد عاصمتها.
باريس. على مقربة من الطريق السريع أ 55 [الإنجليزية].